# Адвербиализация
Адвербиализацията (от лат. термин за наречие – adverbium) е словообразувателен процес, при който форма на дума, принадлежаща към друга част на речта, напр. съществително, прилагателно или числително име, преминава към класа на наречията.
Например думата изненадващо по произход представлява сегашното деятелно причастие на глагола изненадвам в среден род, единствено число и като такова може да се използва като определение към съществителни имена, срв. изненадващо посещение. В изречението Обама изненадващо посети Афганистан обаче то пояснява глагола сказуемо посети и функционира като наречие за начин.
Наречието горе е стара форма за местен падеж на съществителното гора ('планина').
Адвербиализацията всъщност е вид конверсия – словообразувателен процес, при който една дума се образува от друга без помощта на морфеми, т.е. без изобщо формата ѝ да се променя. Този начин на възникване на нови думи е особено характерен за английския език. Така например от съществителното gift ('подарък') е образуван глаголът to gift ('подарявам'), срв. напр. I gifted a car to my nephew ('Подарих кола на племенника си').